# Phaonia triseriata
Phaonia triseriata är en tvåvingeart som beskrevs av Fritz Isidore van Emden 1965. Phaonia triseriata ingår i släktet Phaonia och familjen husflugor. Inga underarter finns listade i Catalogue of Life.